# Cantonul Viroflay
Cantonul Viroflay este un canton din arondismentul Versailles, departamentul Yvelines, regiunea Île-de-France , Franța.